# 南斯拉夫德意志人

南斯拉夫德意志人旗幟

南斯拉夫德意志人（德語：Jugoslawiendeutsche）是生活在南斯拉夫社会主义联邦共和国境内各地的說德语的少数群体。其中不仅有德意志人，还有多瑙施瓦本人和奧地利人。南斯拉夫解体前，其境内规模最大的德裔少数族群生活在塞尔维亚。